# Gnaphalopoda unidentata
Gnaphalopoda unidentata är en skalbaggsart som beskrevs av Lea 1917. Gnaphalopoda unidentata ingår i släktet Gnaphalopoda och familjen Melolonthidae. Inga underarter finns listade i Catalogue of Life.